# Eri Tosaka
Eri Tosaka (登坂 絵莉, Tōsaka Eri, (Takaoka, 30 augustus 1993) is een vrouwelijke Japanse worstelaar. Zij werd tijdens de spelen van Olympische Spelen van 2016 in Rio de Janeiro kampioene worstelen vrije stijl tot 48 kg en heeft diverse wereldkampioenschappen op haar naam geschreven. 

## Titels
- Kampioene Universade vrije stijl tot 48 kg - 2013.
- Wereldkampioene vrije stijl tot 48 kg - 2013, 2014 en 2015.
- Olympisch kampioene vrije stijl tot 48 kg - 2016.

2004: Irini Merleni ·
2008: Carol Huynh ·
2012: Hitomi Obara ·
2016: Eri Tosaka ·
2020: Yui Susaki ·
2024: Sarah Hildebrandt